# Dimitri Cervo

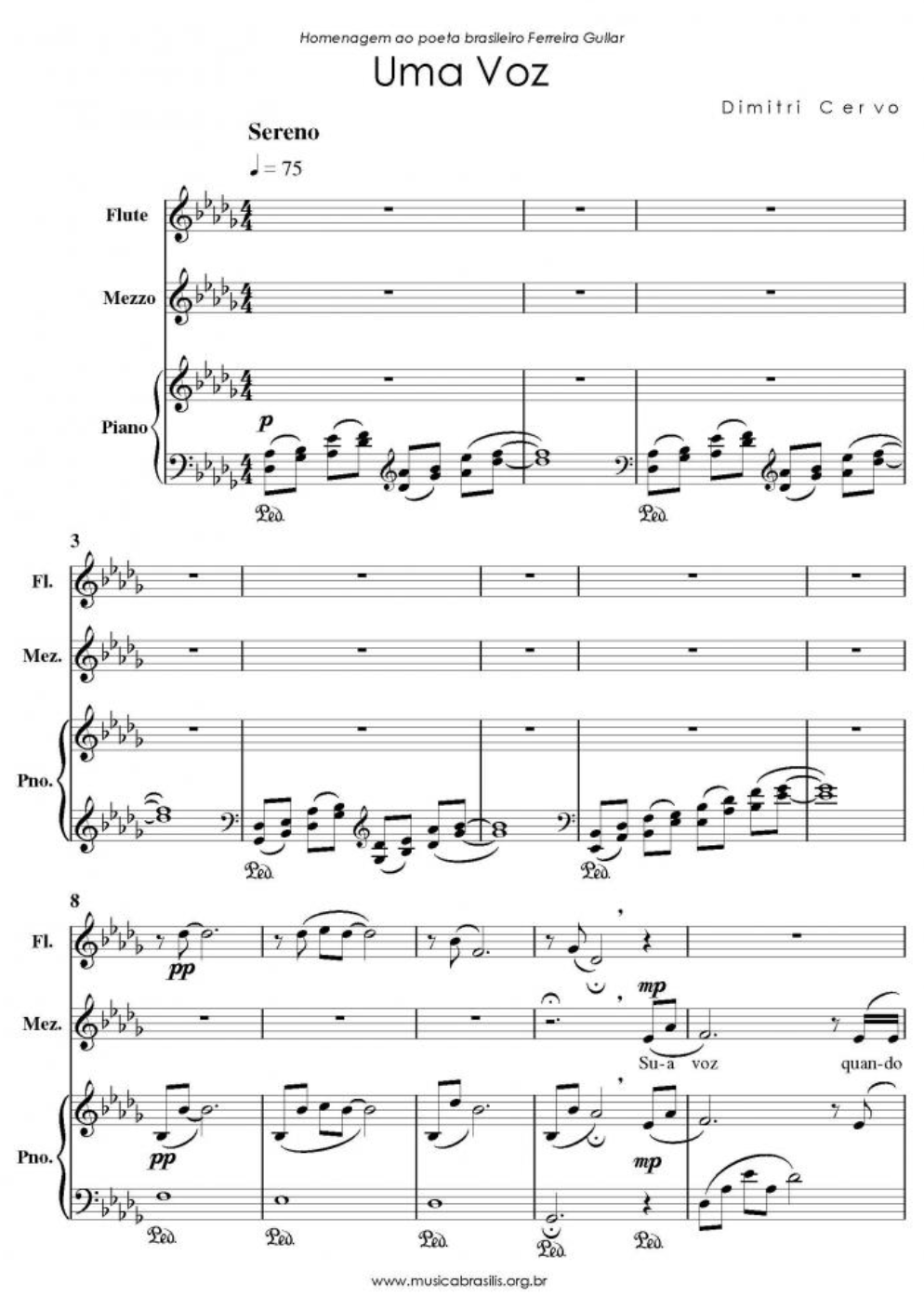
Uma voz (Dimitri Cervo) - 1a página - Partitura completa disponível no [https://musicabrasilis.org.br/partituras/dimitri-cervo-uma-voz Portal Musica Brasilis

Dimitri Cervo (Santa Maria, 19 de fevereiro de 1968) é um músico, compositor e maestro brasileiro

## Biografia
Dimitri Cervo nasceu em 19/02/1968, em Santa Maria, RS. Suas obras têm sido apresentadas e gravadas no Brasil e em diversos países. Em 2022 foi indicado ao Latin Grammy. Recebeu seis Prêmio Açorianos, de Melhor Compositor Erudito (2004, 2006, 2009, 2017, 2020) e de Melhor CD Erudito (2006). Em 2006 realizou o concerto de lançamento do seu primeiro CD individual "Toronubá". A obra "Toronubá" foi apresentada na turnê brasileira da Orquestra Sinfônica de Sergipe e no programa Criança Esperança da Rede Globo, pelo Grupo de Percussão do Instituto de Artes da UNESP. Toccata Amazônica recebeu estreia no Festival de Inverno de Campos do Jordão, pela Orquestra Sinfônica de Sergipe.
Apresentou ao piano "Toronubá", com a Orquestra Sinfônica Municipal de São Paulo.  A Orquestra Sinfônica de Porto Alegre realizou a estreia da obra Brasil Amazônico, completando o ciclo Série Brasil 2000. Sua "Abertura Brasil 2012" foi realizada pela Orquestra Sinfônica Brasileira no Theatro Municipal do Rio de Janeiro e por Isaac Karabtchevsky e Orquestra Sinfônica de Heliópolis na Sala São Paulo. Uma de suas aberturas orquestrais foi comissionada e estreada pela orquestra Petrobras Sinfônica.
"Dança Negra" foi publicada pela Ovation Press.  Em 2019 lançou o CD "Música Sinfônica", regendo repertório autoral à frente da Orquestra Sinfônica da Venezuela.  "As Quatro Estações Brasileiras", para violino e orquestra, foi regida em estreia pelo compositor junto a Orquestra Sinfônica da Santa Maria e gravada por Fábio Brum e a Real Orquesta Sinfónica de Sevilla (versão para trompete e orquestra) pelo selo Naxos. A Academia da OSESP, com regência de Wagner Polistchuk, apresentou "Toronubá", no espetáculo "Rasga Coração" na Sala São Paulo. Peter Steiner estreou o Concerto para Trombone nas versões para orquestra e banda sinfônica nos Estados Unidos. Em 2023 a sua obra integral para piano foi gravada pelo pianista Lucas Thomazinho, em álbum lançado pela AZUL MUSIC. Em 2024 "As Quatro Estações Brasileiras" recebeu sua estreia nos Estados Unidos, por Levon Ambartsumian.

## Obras
- Brasil Amazônico - Série Brasil 2000 n. 1 (1998)
- Toccata Amazônica - Série Brasil 2000 n. 3 (1999)
- Toronubá - Série Brasil 2000 n. 4 (2000)
- Abertura Brasil 2012
- Abertura Brasil 2014
- As Quatro Estações Brasileiras - Série Brasil 2010 n. 10 (2019)
- Concerto para Oboé e Cordas - Série Brasil 2010 n. 11 (2020)
- Concerto para Trombone e Orquestra - Série Brasil 2010 n. 12 (2021)

## Prêmios e indicações
- Prêmio Açorianos

| Ano  | Categoria          | Indicação                  | Resultado |
| ---- | ------------------ | -------------------------- | --------- |
| 2004 | Compositor Erudito | Dimitri Cervo              | Venceu    |
| 2006 | Compositor Erudito | Dimitri Cervo              | Venceu    |
| 2006 | Disco Erudito      | Toronubá                   | Venceu    |
| 2009 | Compositor Erudito | Dimitri Cervo              | Venceu    |
| 2009 | Disco Erudito      | Série Brasil 2010          | Indicado  |
| 2017 | Compositor Erudito | Dimitri Cervo              | Venceu    |
| 2020 | Compositor Erudito | Dimitri Cervo              | Venceu    |
| 2022 | Compositor Erudito | Dimitri Cervo (por Canauê) | Indicado  |

- 2022 - "Canauê" para Orquestra foi nominada no Latin Grammy Award como melhor composição musical contemporânea.
- 2008 - Prêmio FUNARTE de Composição Clássica (2008)
- 2007 - ASCAPLUS Award (ASCAP)
- 2006 - ASCAPLUS Award (ASCAP)
- 1999 - Prêmio do Júri e do Público no Aliénor Harpsichord Composition Competition, EUA (1999)
- 1995 - Primeiro Prêmio no "Concurso para Obras Orquestrais" do XV Festival de Londrina (1995)

## CDs
- Toronubá - A Música de Dimitri Cervo (Fumproarte, 2006)
- Música Sinfônica (Independente, 2019, Dimitri Cervo e Sinfónica de Venezuela)
- Lux Aeterna (Cri du Chat, 2021, James Strauss) (Obras para Flauta e Piano)
- Nine Trumpets & One Piano (Naxos, 2022, Fabio Brum) (Verão Nordestino)
- Alchemy (Naxos, 2022, Fabio Brum, Real Orquesta Sinfónica de Sevilla) (As Quatro Estações Brasileiras)
- Luz (Navona, 2023, Amaro Duboi) (Cantiga)
- Dimitri Cervo - The Complete Works for Piano from 1985 to 2023 (AZUL MUSIC, 2023, Lucas Thomazinho)